# Ligne 13 (Infrabel)
Pour les articles homonymes, voir Ligne 13.
La ligne 13 est une courte ligne de chemin de fer belge qui relie Kontich (au sud d'Anvers) et Lierre (au sud-est de la métropole portuaire).

## Histoire
En 1855, la Ligne Lierre - Turnhout est inaugurée par la Compagnie du chemin de fer de Lierre à Turnhout (exploitée par les trains de la Société anonyme des chemins de fer d'Anvers à Rotterdam). Celle-ci est simultanément reliée à Anvers par une courte ligne, posée par l'Administration des chemins de fer de l'État entre Lierre et Kontich. La compagnie privée exploite toutefois ses trains jusqu'à la métropole anversoise durant deux ans.
En 1864, une ligne Anvers - Aarschot (future ligne 16) passant par Lierre offre une relation plus courte entre cette ville et Anvers, mais exploitée par la compagnie du Nord de la Belgique, à ne pas confondre avec la Compagnie du Nord - Belge, future composante du Grand Central Belge. La ligne 13 reste donc utilisée, et les chemins de fer de l'État planifient une décennie plus tard de la prolonger par la ligne 61 vers Boom et Alost.

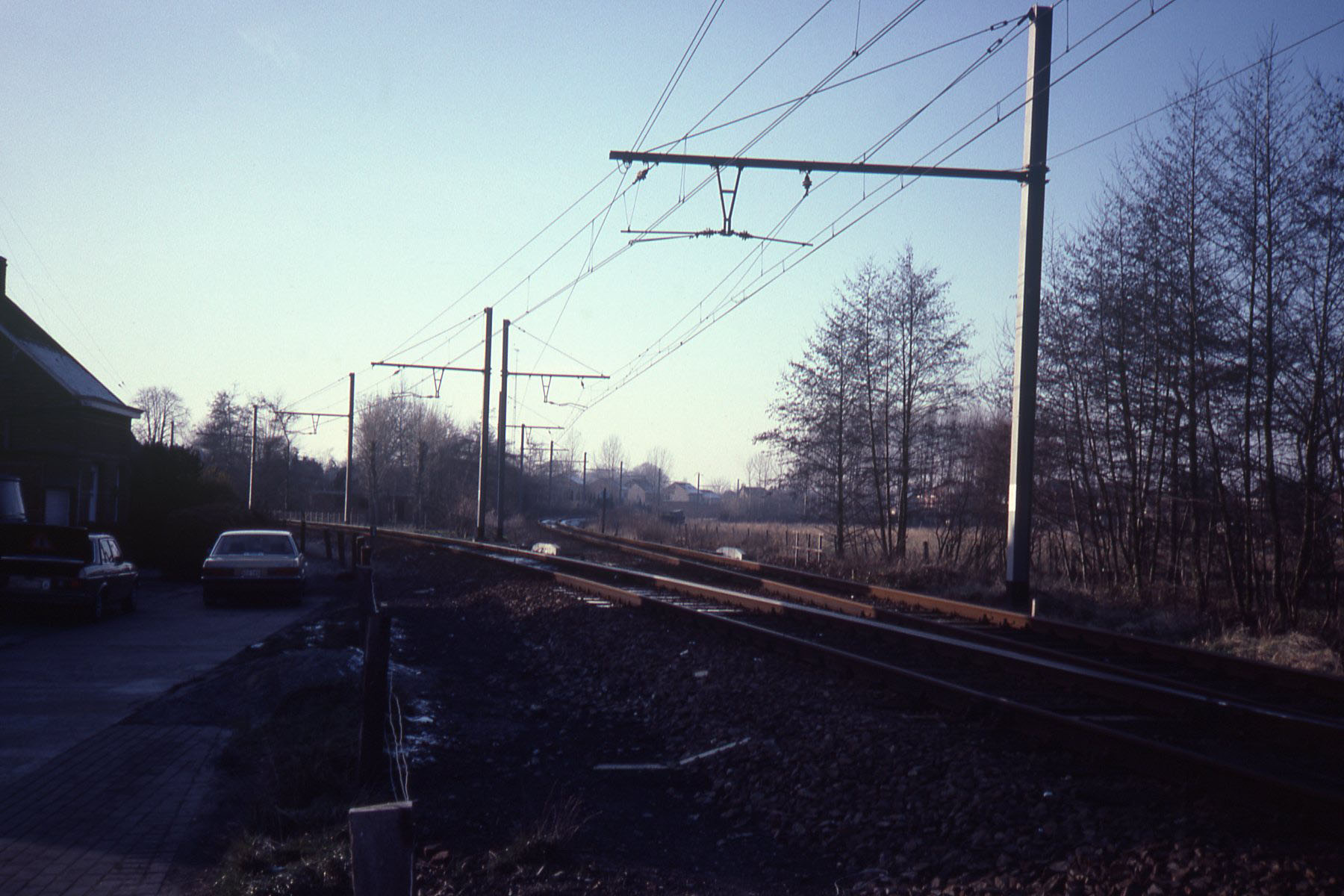
Embranchement près de Kontich (1984). Gauche: vers Duffel. Droite: vers Kontich.

En 1914, une série de lignes sont rapidement posées pour desservir la ceinture de forts d'Anvers. Après le conflit, la ligne industrielle 205 et un tronçon entre Duffel (au sud de Kontich) et Lierre restent exploitées. Cette dernière section, qui fait double emploi avec la ligne 13 mais est embranchée sur la ligne 27 en direction du sud, ferme et est remplacée par une courbe de raccordement orientée dans le même sens au niveau de Kontich (identifiée ligne 13/1).
En 1981, la relation Anvers - Turnhout est électrifiée, la ligne 13 le sera l'année suivante, considérant qu'elle en constitue un itinéraire de détournement.

## Exploitation
La ligne voit principalement passer du trafic voyageurs entre Malines (et Bruxelles) d'une part, Lierre, Herentals et Turnhout d'autre part. Cette desserte limitée et la longueur réduite de la ligne ne justifient pas sa mise à double voie.
L'unique arrêt intermédiaire, la gare de Lint, est fermée à tous trafics.
En semaine, la ligne est parcourue toutes les heures par trains IC-11 reliant Binche à Turnhout via La Louvière, Bruxelles et Malines, ainsi que par deux paires de trains d'heure de pointe.
Les week-ends, il n'existe qu'un très faible nombre de trains réguliers :
- le dimanche, deux trains P reliant Hamont ou Mol à Heverlee (près de Louvain) qui ne circulent pas durant les congés.
- lors des vacances scolaires, deux paires de trains Touristiques ICT reliant respectivement Neerpelt et Turnhout à Blankenberge.